# 希爾鎮區 (密歇根州)
希爾鎮區（英語：Hill Township）是位於美國密歇根州奧格莫縣的一個行政鎮區。

## 地方資料
希爾鎮區的面積為93.52平方千米，當中陸地面積為84.28平方千米，而水域面積為9.24平方千米。根據2020年美國人口普查的數據，當地共有人口1251人，而人口密度為每平方千米13.38人。